# Jean-François Lyotard
« Lyotard » redirige ici. Pour l’article homophone, voir Liotard.
Jean-François Lyotard, né le 10 août 1924 à Versailles et mort le 21 avril 1998 à Paris 15e, est un philosophe français associé au post-structuralisme et surtout connu pour son usage critique de la notion de postmodernité.

## Biographie
Jean-François Lyotard, né à Versailles, a fait ses études secondaires au lycée Louis-le-Grand à Paris, puis il a étudié la philosophie à la Sorbonne. Agrégé de philosophie en 1950 (reçu 4e), il enseigne au lycée de Constantine en Algérie de 1950 à 1952 puis il est professeur dans des lycées en métropole, notamment au Prytanée national militaire de La Flèche de 1952 à 1959.
Marxiste anti-autoritaire, Jean-François Lyotard a participé dans les années 1950 au groupe « Socialisme ou barbarie », qui était alors sur des positions conseillistes et dénonçait l'URSS comme une forme de capitalisme d'État. En 1963, Jean-François Lyotard quitte « Socialisme ou barbarie » pour fonder une nouvelle organisation et un journal qui prendront tous deux le nom de « Pouvoir ouvrier », après avoir  milité contre la guerre d'Algérie, qui s'est achevée en 1962.
Jean-François Lyotard enseigne à la Sorbonne entre 1959 et 1967, puis à l'Université Paris-Nanterre en 1967. Il soutient sa thèse de doctorat Discours, Figure, en 1971, à l'université Paris-Nanterre, sous la direction de Mikel Dufrenne. Il enseigne à l'université de Paris VIII (Vincennes) à partir de 1971 et devient professeur émérite en 1987. Il est alors professeur invité aux États-Unis, en particulier, à l'université de Californie, ainsi qu'à l'université de Montréal, à l'université de São Paulo. Il est l'un des membres fondateurs du Collège international de philosophie à Paris. Peu avant sa mort, il a enseigné à l'Université Emory.
Il a été marié deux fois, en 1948, à Andrée May (deux filles), puis en 1993 avec Dolorès Lyotard, la mère de son fils David né en 1986. Il est le père de Corinne Enaudeau, également philosophe, spécialiste de son œuvre.

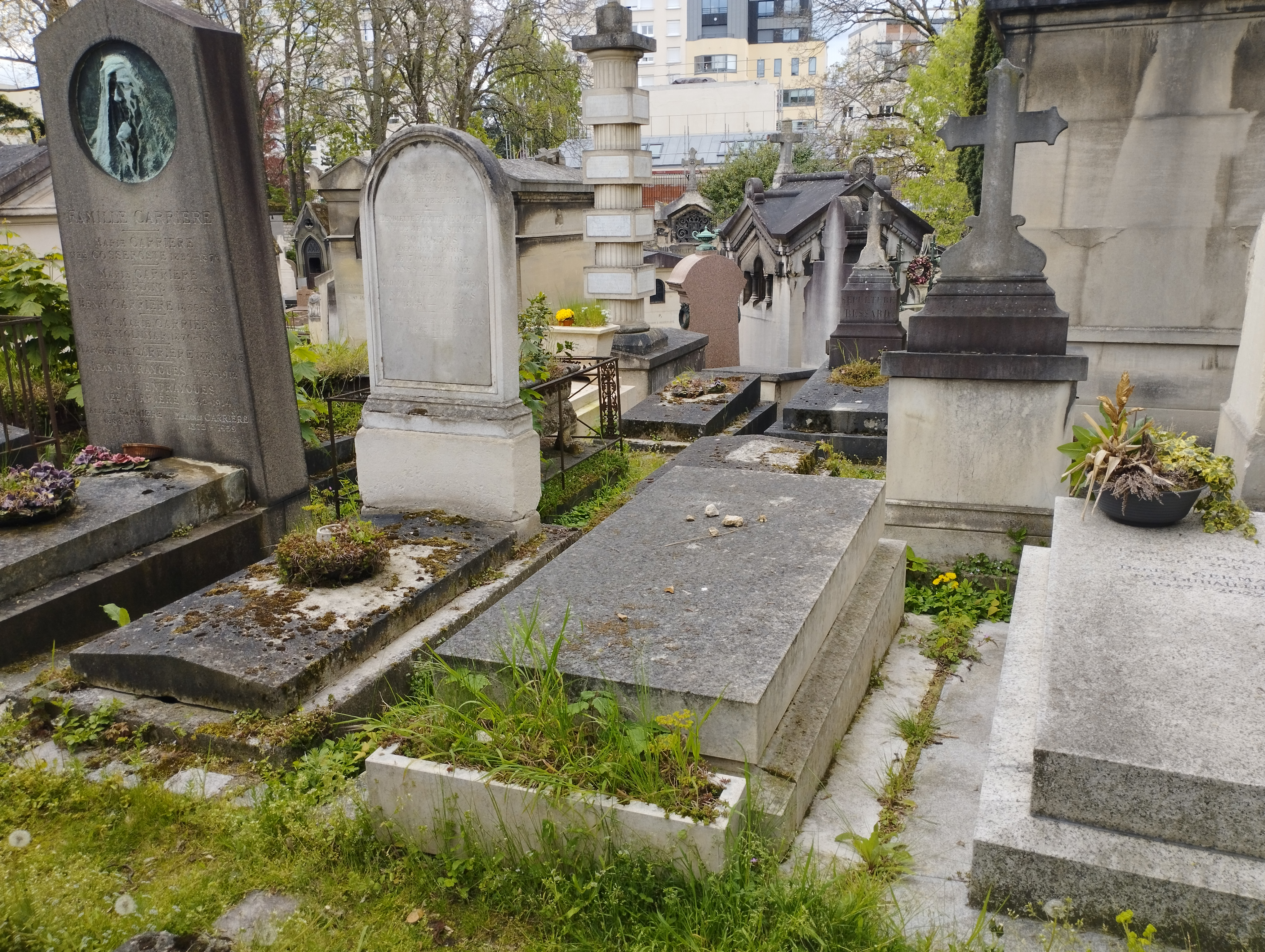
Tombe de Jean-François Lyotard au cimetière du Père-Lachaise (division 6).

Mort en 1998, Jean-François Lyotard a été enterré à Paris, au cimetière du Père-Lachaise (division 6).

## Travaux

### Legs académique
Tout au long de sa carrière universitaire Jean-François Lyotard a contribué aux revues L'Âge nouveau, Les Temps modernes, Socialisme ou barbarie, Cahiers de philosophie, Esprit, Revue d'esthétique, Musique en jeu, L'Art vivant, Semiotexte, October, Art Press International, Critique, Flash Art, Art Forum, Po&sie...
Un colloque international lui a été consacré à Paris du 25 au 27 janvier 2007 au Collège international de philosophie.

### La Condition postmoderne: rapport sur le savoir(1979)
Sans doute l'essai le plus connu et le plus cité de Lyotard, La Condition postmoderne : rapport sur le savoir (1979) a popularisé, à tort ou à raison, l'expression de « postmodernisme ». L'ouvrage est à l'origine une commande du gouvernement du Québec. La thèse centrale de Lyotard est que les progrès des sciences ont à la fois rendu possible et exigé la fin de la crédulité à l'égard des métarécits de la Modernité, qui visent à donner des explications englobantes et totalisantes de l'histoire humaine, de son expérience et de son savoir. Les deux grands récits narratifs qui justifiaient le projet scientifique des Lumières seraient, selon lui, le métarécit de l'émancipation du sujet rationnel d'une part, et d'autre part le métarécit hégélien de l'histoire de l'Esprit universel. Or, après Auschwitz d'une part, mais aussi en raison de l'informatisation de la société et du passage à une société postindustrielle, le savoir scientifique perdrait ces légitimations ; le savoir est alors réduit à une simple « marchandise informationnelle », dénuée de toute légitimation.

### Au juste(1979)
Ce texte prend la forme d'une conversation semi-formelle entre Lyotard et Jean-Loup Thébaud, qui se place ostensiblement dans la position du disciple interrogeant le maître sur ses concepts fondamentaux. L'intersection de deux concepts, le paganisme et la justice, est discutée en profondeur et d'une manière qui reste fidèle à l'approche adoptée dans les essais précédents et ceux qui suivront, c'est-à-dire centrée sur l'épistémologie moderne et la relation entre savoir et langage. Le titre de la traduction anglaise - Just Gaming - donne un aperçu du caractère très original de cet échange où la justice est constamment ramenée aux jeux de langage au sein desquels les décisions justes doivent être formulées. Préparant sa thèse célèbre qui sera approfondie plus tard dans Le différend, Lyotard insiste sur la différence fondamentale entre les discours ontologique et prescriptif. « Ce qui doit être ne peut être déduit de ce qui est ». Dans la modernité, les discours qui encadraient l'action politique pouvaient aisément se justifier en proclamant avoir mis en application une idée essentielle de la justice. Une action était jugée « juste » si elle représentait adéquatement l'idée universelle de la justice. Cette manière de penser la justice est profondément platonicienne, nous dit Lyotard, qui préfère, quant à lui, l'approche plus pragmatique qu'adopte Aristote dans sa Rhétorique, par exemple, où les décisions justes sont le résultat d'une « lecture correcte » d'un cas. Cette approche centrée sur une lecture « dialectique » des dilemmes (le concept de dialectique étant constamment défini chez Lyotard comme la « discussion sur les opinions ») est au cœur du paganisme lyotardien, qui met en cause la présence d'un esprit universel (dont le « monothéisme métaphorique » sert de contrepoids au « paganisme criticiste » prôné par Lyotard) et insiste sur la nécessité de porter de nouveaux coups dans le procès d'établissement de l'être des choses et d'inventer de nouveaux critères de jugement. Ces idées jettent évidemment les bases d'une lecture de la société postmoderne, où les discours politiques ne peuvent plus prétendre à une « reconnaissance ontologique » de leurs dictats.

### Le Différend(1983)
La pensée de Lyotard est difficile à classer ; on la place souvent au carrefour de la philosophie, de la linguistique et de la critique littéraire. Lyotard a d'ailleurs participé à toutes ces sphères du savoir contemporain, et on l'associe souvent à la discipline de la littérature comparée. Dans la lignée de Roland Barthes, Jacques Derrida et de la critique du concept d'auteur, Lyotard écrit une fable postmoderne, véritable « critique du sujet ». Il a par ailleurs travaillé sur la question du négationnisme.
De tous ses livres, un ouvrage semble occuper un lieu particulier dans l'œuvre : en quatrième de couverture du Différend, Lyotard en parle comme son « livre de philosophie ». Cet essai se place ostensiblement dans la catégorie de la philosophie du langage. Lyotard, qui y met en cause la « présence » du sujet moderne de la connaissance (dont il avait montré le « métarécit de l'émancipation » dans La Condition postmoderne : rapport sur le savoir) dit qu'au départ « il y a une phrase » : on ne sait ni qui la prononce, ni ce qu'elle dit, ni à qui elle est adressée. La phrase est la figure par laquelle se fonde sa vision du langage et des rapports qu'il entretient avec la pensée.
Lyotard ouvre son propos sur la question du négationnisme, prenant l'exemple de Robert Faurisson, qui nie l'existence même des chambres à gaz. Lyotard interroge alors le concept de témoignage et sa relation avec l'entreprise de destruction systématique des Juifs d'Europe, ainsi que le rapport entre témoignage, histoire (des historiens), (dé)négations de l'histoire historienne et des témoignages, (im)possibilité de témoigner pour le « musulman », etc. Il montre ainsi ce qui sépare le témoignage impossible de sa propre destruction de la science historienne. Influencé par les réflexions de Primo Levi, ces interrogations au sujet du témoignage ont été reprises par Giorgio Agamben. De cette prémisse découle tout le reste de son propos, qui met en cause les grandes présuppositions de la pensée moderne et annonce le besoin de nouveaux paradigmes.
En général, la pensée occidentale moderne présuppose la possibilité d'un consensus sur certains référents « extra-textuels » (le temps, l'espace, la loi, la justice, l'être, etc.), des référents qui existent en dehors de leur présentation dans une conversation, un texte écrit ou un document audio-visuel. Lyotard soutient que le statut « extra-textuel » de ces référents est problématique et qu'il n'existe pas de plate-forme universelle sur laquelle penser l'émergence et l'historicité de ces référents, qui doivent toujours être présentés dans une phrase qui en invente le concept, en quelque sorte. Pour que la phrase « la séance est levée » ait un sens, il faut qu'une autre phrase ait contextualisé les concepts de « séance » et de « lever une séance » ; ces deux concepts ne vont pas de soi, ne sont pas des objets susceptibles d'être saisis par une conscience universelle ; ils sont toujours propres à un certain discours.
Lyotard insiste beaucoup dans le Différend sur le concept de « jeux de langage », qu'il emprunte au philosophe autrichien Ludwig Wittgenstein, un penseur qui, bien qu'associé à la philosophie analytique anglo-saxonne, s'en démarque par son refus (dans les Investigations philosophiques, notamment) de certains « éléments simples » donnés a priori.
Le langage n'est pas un objet statique qu'on pourrait définir a priori. Il est plutôt composé de certains jeux, dont les règles changent à mesure que leurs participants y portent des coups. « Raconter », « juger », « interroger », « analyser » sont tous des jeux différents qui ont leurs règles propres. Lyotard soutient qu'il n'existe pas de plate-forme  universelle où on pourrait juger de tous ces jeux de langage. Dans toute phrase, il y a inévitablement un « différend ». Un discours savant, inscrit dans le jeu du savoir positif, ne pourra pas « s'entendre » avec un discours de l'expérience phénoménologique, ou d'une expérience ésotérique, qui ont tous deux droit de cité dans la pensée contemporaine.
De même, pour reprendre son exemple tiré du discours marxiste, le travailleur qui fait face au patron subira un « tort » si sa force de travail est traitée comme une marchandise, puisque, pour le travailleur, ce travail fait partie de son être, de son expérience de vie, et qu'on fait violence à cette expérience en l'assimilant à un objet pouvant être marchandé, exploité pour du profit. Le jeu de langage du patron fait subir un tort au discours du travailleur si ce dernier n'a pas les moyens de faire valoir son point de vue. La discussion de ces deux jeux ne peut pas se faire dans un espace neutre, un espace du « litige » où une règle universelle permettrait de trancher le débat.
Pour Lyotard, le litige est une fiction moderne ; elle procède de l'illusion d'un espace en dehors de l'histoire, en dehors de l'idéologie, l'espace que semble présupposer un grand pan de la philosophie analytique du XXe siècle. Le langage procède plutôt du « différend » : la phrase qui présente la « cause » (qu'on doit comprendre ici dans le contexte d'un procès) est toujours intéressée et historique ; elle répond toujours aux impératifs d'une certaine « perspective » qui fera tort aux perspectives qui lui sont opposées.
Lyotard insiste, en terminant, sur l'importance de donner droit de cité à des discours, des nouveaux « jeux de langage », qui permettent aux nouveaux torts de se dire et de s'écrire. L'essai porte avec lui une vision politique manifeste qui n'est jamais portée à l'avant-plan, et qui pourtant en constitue le prétexte (une caractéristique propre à d'autres textes lyotardiens comme Discours, figure, La Condition postmoderne ou L'Enthousiasme où il positionne le savoir comme une arme idéologique).

### Esthétique
La thèse de Lyotard, publiée sous le titre Discours figure (1971), porte sur l'esthétique. Lyotard s'est beaucoup consacré aux questions esthétiques, et d'une manière qui cherche à rompre avec la perspective hégélienne, chez qui l'art devait se penser comme matérialisation de l'esprit.
La pensée de Lyotard sur l'art moderne et contemporain s'est portée sur quelques artistes qui lui permettaient de mettre l'accent sur les problématiques-phares de la pensée française après la deuxième guerre mondiale, soit la relation figure-fond et la maîtrise conceptuelle de l'artiste en tant qu'auteur : Paul Cézanne et Vassily Kandinsky ainsi que Albert Ayme, Valerio Adami, Daniel Buren, Marcel Duchamp, Jacques Monory, Ruth Francken, Shusaku Arakawa, Bracha L. Ettinger, Sam Francis, Karel Appel, Barnett Newman, Joseph Kosuth, René Guiffrey, Manuel Casimiro et Gianfranco Baruchello.
Lyotard actualise dans le contexte de l'art moderne la notion de sublime telle que Kant l'a thématisée dans la Critique de la faculté de juger, une œuvre qu'il a commentée de façon détaillée à plusieurs reprises.
L'exposition Les Immatériaux, présentée au Centre Pompidou 28 mars - 15 juil. 1985 sous la responsabilité du philosophe Jean-François Lyotard et de Thierry Chaput, interrogeait le rôle des nouvelles technologies dans la modernité.
On doit au peintre Jean Labellie un portrait de Jean-François Lyotard.

## Divers
- Sous le nom de Jef, il est l'un des personnages du roman Pierrot-la-lune, de Pierre Gripari, qui fut son camarade d'études.

- Dans Une histoire consternante, le chercheur Hassan Givsan, parle de son livre, Heidegger et “les juifs” (1988) où la métaphysique occidentale ne s’est pas détruite durant la Shoah, mais seulement des « témoins » d’une « autre pensée », des « otages » de la « Loi » rappelant « l’être-jeté » de Martin Heidegger et la notion de massacre sans témoin développée par le négationniste Robert Faurisson[12]. Ce "litige" ou ce "différend" est développé dans Le Monde, par Christian Delacampagne[13].

## Œuvres
Liste sélective des principaux ouvrages de Jean-François Lyotard :
- Sur la constitution du temps par la couleur dans les œuvres récentes d'Albert Ayme[14], Édition Traversière, 1980.
- La Phénoménologie, Paris, Presses universitaires de France, (coll. Que sais-je ?), 1954.
- Discours, Figure, Klincksieck, 1971. (Thèse de Doctorat d'État, sous la direction de Mikel Dufrenne.)
- Dérive à partir de Marx et de Freud, Paris, 10/18, 1973 ; nouvelle éd., Paris, Galilée, 1994.
- Des dispositifs pulsionnels, Paris, 10/18, 1973, nouvelle éd., Paris, Galilée, 1994.
- Économie libidinale, Paris, Minuit, 1974.
- Rudiments païens, Paris, Christian Bourgois, 1977.
- Les Transformateurs Duchamp, Paris, Galilée, 1977.
- La Condition postmoderne : rapport sur le savoir, Paris, Minuit, 1979.
- Au juste (avec Jean-Loup Thébaud), Paris, Christian Bourgois, 1979.
- La pittura del segreto nell’epoca post-moderna : Baruchello, Milan, Feltrinelli, 1982.
- Le Différend, Paris, Minuit, 1983.
- Tombeau de l'intellectuel et autres papiers, 1984.
- Que peindre ? Adami, Arakawa, Buren (1987), rééd. préfacée et postfacée, Paris, Hermann, 2008.
- Le Postmoderne expliqué aux enfants : Correspondance 1982-1985, Paris, Galilée, 1986.
- L'Inhumain : Causeries sur le temps, Paris, Galilée, 1988 (réédition 2014, Klincksieck, coll. "Continents philosophiques")
- Heidegger et les Juifs, Paris, Galilée, 1988.
- La Faculté de juger (avec J. Derrida, V. Descombes, G. Kortian…), Paris, Minuit, 1989.
- Leçons sur l'analytique du sublime, Paris, Galilée, 1991.
- Signé Malraux, Paris, Grasset, 1996.*
- Questions au judaïsme, Paris, DDB, 1996.
- La Confession d'Augustin, Paris, Galilée, 1998.
- Misère de la philosophie, Paris, Galilée, 2000.
- L'Assassinat de l'expérience par la peinture, Monory, Paris, Le Castor Astral, coll. « Le mot et la forme », 2003.
- Pourquoi philosopher ?, Paris, PUF, 2012 [1964]
- Logique de Levinas, textes rassemblés, établis et présentés par Paul Audi, postface de Gérald Sfez, Lagrasse, Verdier, 2015
- Jean-François Lyotard: Ecrits sur l'art contemporain et les artistes / Writings on Contemporary Art and Artists , dir. Herman Parret, six volumes, Leuven: U.P. Leuven, 2009-2013
- Jean-François Lyotard: The Interviews and Debates, (en Anglais) textes rassemblés, établis et présentés par Kiff Bamford, London: Bloomsbury, 2020

### Biographie
- (en) Kiff Bamford Jean-François Lyotard: Critical Lives, London, Reaktion, 2017